# Juho Eerola
Juho Seppo Antero Eerola, född 24 februari 1975 i Kymmene, är en finländsk politiker (Sannfinländarna). Han är ledamot av Finlands riksdag sedan 2011.
Eerola blev omvald i riksdagsvalet 2015 med 8 320 röster från Sydöstra Finlands valkrets.

## Utmärkelser
- Kommendörstecknet av Finlands Lejons orden,  6 december 2024[3]

[Redigera Wikidata]